# My Soul Unwraps Tonight
My Soul Unwraps Tonight (englisch für „Meine Seele kommt heute Nacht heraus“) ist ein Lied des britischen Musikprojekts Savage Progress aus ihrem Debütalbum Celebration (1984).

## Hintergrund
My Soul Unwraps Tonight wurde von dem Savage-Progress-Mitglied Rik Kenton geschrieben beziehungsweise komponiert. Für die Produktion zeichneten Danny Hyde und Paul Wickens verantwortlich. Das Lied ist im 4⁄4-Takt gehalten, hat ein Tempo von 99 Schlägen pro Minute und wurde in der Tonart es-Moll eingespielt.
Das Lied erschien im März 1984 erstmals als Single. Diese erschien als 7″-Single mit der B-Seite Tin Man sowie als 12″-Single, die um einen „Extended Mix“ zu My Soul Unwraps Tonight erweitert wurde. Im gleichen Jahr erschien das Lied als Teil von Savage Progress’ Debütalbum Celebration.

## Charts und Chartplatzierungen
| ChartsChartplatzierungen | Höchstplatzierung | Wochen/ Monate |
| ------------------------ | ----------------- | -------------- |
| Deutschland (GfK)        | 14 (20 Wo.)       | 20 Wo.         |
| Österreich (Ö3)          | 14 (1½ Mt.)       | 1½ Mt.         |
| Schweiz (IFPI)           | 18 (9 Wo.)        | 9 Wo.          |

| ChartsJahrescharts (1984) | Platzierung |
| ------------------------- | ----------- |
| Deutschland (GfK)         | 54          |